# Associació de Futbol de Zimbàbue
L'Associació de Futbol de Zimbàbue (anglès: Zimbabwe Football Association; ZFA) és la institució que regeix el futbol a Zimbàbue. Agrupa tots els clubs de futbol del país i es fa càrrec de l'organització de la Lliga zimbabuesa de futbol i la Copa. També és titular de la Selecció de futbol de Zimbàbue absoluta i les de les altres categories.
Va ser fundada el 1892 (Protectorat de Rhodèsia del Sud), 1964 (Colònia de Rhodèsia), 1979 (Zimbabwe).
- Afiliació a la FIFA: 1965
- Afiliació a la CAF: 1980